# 应用语言学
应用语言学是研究语言在各个领域中实际应用的语言学分支，它研究语言如何能够得到最佳利用的问题。
应用语言学注重解决现实当中的问题，一般不接触语言的历史形态。应用语言学可以看成是各种语言学理论的试验场。
应用语言学还有广义和狭义之分：
- 狭义：主要指语言教学和病理语言学
- 广义：包括狭义的应用语言学以及下面所述的研究内容

## 历史
19世纪初，语言理论方面的研究和应用方面的研究开始分化，语言教学从理论语言学中分化出来。19世纪末叶，博杜恩·德·库尔德内提出了应用语言学这个概念，但是没有得到广泛的注意。20世纪以后，语言学得到了进一步的发展，应用范围空前扩大，语言应用方面的研究和理论方面的研究明确地区分开来，应用语言学这个名词开始广泛运用。

## 研究范围
应用语言学涉及的领域很广泛，通常分为一般应用语言学和机器应用语言学。

### 一般应用语言学
主要解决传统的语言学问题，按其应用领域，可以分为：
- 语言教学
  - 第二语言教学
  - 科技外语教学
  - 双语制教学
  - 聋哑盲教学
- 标准语的建立和规范化，文字的创制和改革
- 辞书编纂（词典）
- 翻译
- 病理语言学
- 舞台语言
- 国际辅助语
- 速记系统

### 机器应用语言学
主要处理和电子计算机等先进工具打交道的问题，包括：
- 工程语言学
- 机器语言学
- 计算语言学
- 实验语音学
  - 语音分析
  - 语音合成
- 机器翻译
- 情报检索
- 汉字信息处理
- 语言统计
- 语言分析自动化
- 自然语言理解